# Thore Strömberg
Adam Theodor (Thore) Strömberg (i riksdagen kallad Strömberg i Strängnäs), född 5 juni 1820 i Strängnäs stadsförsamling, Södermanlands län, död där 3 maj 1889, var en svensk domprost, biskop och politiker. Han var biskop i Strängnäs stift 1881–1889. Strömberg var son till professorn och teologie doktorn Erik Strömberg, far till Edvard Strömberg och farbror till Otto Strömberg.

## Biografi
Strömberg blev student vid Uppsala universitet 1839. Han försörjde sig ett par år som informator i Värmland och Stockholm och studerade därefter (1841–1848) vid Uppsala universitet, där han snart blev välkänd som talare och visdiktare. År 1848 promoverades han till filosofie magister. Samma år blev han anställning vid läroverket i Örebro som extra lärare och tidvis även som lärare i gymnastik. Han återvände till Strängnäs höstterminen 1852 och tillträdde som ordinarie adjunkt 1853.
Sedan Strömberg bedrivit teologiska studier i Uppsala 1861–1862 prästvigdes han 1863. Han blev därefter domprost och kyrkoherde i sin födelsestad 1864. År 1880 blev han pastor primarius och kyrkoherde i Storkyrkoförsamlingen i Stockholm. Sedan han blivit föreslagen till biskop i Strängnäs stift, fick han denna plats 1881. Han hade gång på gång fått stiftets förtroende förut, bland annat som ombud vid kyrkomötena 1868, 1873 och 1878. Bland de allmänna uppdrag som Strömberg fick utmärker sig att han var landstingsman i Södermanlands län 1865–1874 och ledamot i granskningsnämnden över psalmbokskommitténs arbeten och förslag 1883–1888. Han var även ledamot av riksdagens andra kammare 1876–1878, invald i Eskilstuna och Strängnäs valkrets i Södermanlands län.
Strömberg promoverades till teologie doktor vid Lunds universitets jubelfest 1868. Han gjorde bestående insatser inom många verksamhetsområden. Som lärare ansågs han vara en av de främsta, som kyrkoherde fick han särskilt förtroende som konfirmationslärare. Han bidrog väsentligt till folkskolornas utveckling genom sina reformer. Som biskop fick han stort förtroende och välförtjänt respekt från stiftets präster. I kyrkomötet, riksdagen och landstinget hörde han som oftast till minoriteten. Inom riksdagen ansågs han vara alltför konservativ, inom kyrkomötet alltför liberal. Som talare var han högt skattad.
Strömberg är begravd på Gamla kyrkogården i Strängnäs.

## Psalmer
- Två väldiga strider om människans själ, nummer 536 i 1986 års psalmbok. (1883) Finns på Wikisource.